# Прийомистість
Прийомистість — реакція дросельної заслінки або чутливість автомобіля чи міра того, наскільки швидко основний двигун транспортного засобу, наприклад двигун внутрішнього згоряння, може збільшити свою потужність у відповідь на запит водія про прискорення.
Дроселі не використовуються в дизельних двигунах, але термін "дросель" може використовуватися для позначення будь-якого входу, який модулює вихід потужності основного двигуна автомобіля. Реакція дросельної заслінки часто плутається зі збільшенням потужності, але більш точно описується як швидкість зміни рівня потужності.